# الحية البيضاء
حية الزيزفون، أو كما تسمى الحية البيضاء، كانت العوام تعتقد فيها خاصيات خارقة للطبيعة، وإذا ملكها الإنسان أو لمسها، فإنه يكتسب حكمة وفهما واسعا.
ولم تكن تُرى إلا نادرا، مرة واحدة كل مئة سنة على الأقل، ولا توجد إلا في المناطق النائية عن البشرية.
وكان يقال أن من يجدها فيجب أن يمسكها من بطنها بيديه، وحينها ستقوم الأفعى بالانشقاق عن جلدها تاركة إياه في اليد.
وتقول الأسطورة أن لحس الجلد تتفتق منه العلوم في نفس الإنسان، فيعلم خفايا الأعشاب وأنواع التراب والحجارة، فيعالج بها أمراضا شتى.
وكانت السواحر تبحث عن هذه الأفعى ليستخدمنها في أعمالهن السحرية، ويذيبونها.
والآن تروي الأسطورة قصة فتى كان يرعى الغنم، وأضاع طريقه في الغابة، فوصل إلى كوخ ساحرة كانت تحضر مثل هذا العمل.
كانت الساحرة في الخارج، والقِدر على النار، وكان الدهن طافيا فوق الماء المغلي.
كان الفتى في غاية الجوع، فوجد كسرة خبز على طاولة، فأخذها وغمسها في الدهن الطافي وأكلها.
وعندما عادت الساحرة إلى الكوخ، اكتشفت ما قد حصل، ومقدار العلم الذي قد حصل عليه الغلام، ولكنها لم تحسده على ذلك، ولم تعمل معه شرا، ولكنها أرشدته إلى الطريق، وأخبرته أن دهن الحية هو الذي جعله يحصل على ذلك العلم والفهم.
من آخر الناس المعروفين بإذابة الأفعى: رجل في “إينيكولا” في محافظة فيسترغوتالاند، وآخر يسمى “سفين” في بلدة “براغنوم”، وقد قام بزيارته كارولوس فون لينيوس.في ميثولوجيا إسكندنافية.

اريد المزيد من المعلومات عن الزيزفون أو الافعى البيضاء

## وصلات خارجية
http://fqoms.com/أفعى-الزيزفون/